# Голенищево (городской округ Клин)
Голенищево — деревня в городском округе Клин Московской области России. В деревне сохранились остатки усадьбы Волконских Голенищево: дом XVIII века, остатки парка с прудом, колокольня церкви Николая Чудотворца в Голенищево середины XVIII века.

## Население
| 1852 | 1859 | 1886 | 1890 | 1899 | 1926 | 2002 |
| ---- | ---- | ---- | ---- | ---- | ---- | ---- |
| 172  | ↘168 | ↗193 | ↗300 | ↘268 | ↗302 | ↘30  |
| 2006 | 2010 |      |      |      |      |      |
| ↘26  | ↗53  |      |      |      |      |      |

## География
Деревня Голенищево расположена на северо-западе Московской области, в юго-восточной части городского округа Клин, у границы с Солнечногорским районом, примерно в 7 км к юго-востоку от города Клина, на левом берегу реки Сестры (южный берег Екатерининского канала), высота центра над уровнем моря — 179 м. В деревне одна улица — Садовая, зарегистрировано пять садоводческих некоммерческих товариществ (СНТ) Ближайшие населённые пункты — Синьково на другом берегу канала, Горбово на востоке и Нагорное на юго-западе.

## История
В середине XIX века село Голянищево 1-го стана Клинского уезда Московской губернии принадлежало княгине Марье Александровне Волконской, в нём было 18 дворов, церковь, крестьян 87 душ мужского пола и 85 душ женского.
В «Списке населённых мест» 1862 года — владельческое село 1-го стана Клинского уезда по левую сторону Санкт-Петербурго-Московского шоссе, в 8 верстах от уездного города и 15 верстах от становой квартиры, при колодце и реке Сестре, с 19 дворами, православной церковью и 168 жителями (85 мужчин, 83 женщины).
В 1886 году село относилось к Сергиевской волости Клинского уезда, насчитывалось 23 дворов, проживало 193 человека.
В 1899 году село с 268 жителями входило в состав Давыдковской волости Клинского уезда.
По данным на 1911 год число дворов составляло 46.
По материалам Всесоюзной переписи населения 1926 года — административный центр Голенищевского сельсовета Давыдковской волости Клинского уезда в 2,1 км от Ленинградского шоссе и 11,8 км от станции Клин Октябрьской железной дороги; проживало 302 человека (141 мужчина, 161 женщина), насчитывалось 60 хозяйств, из которых 55 крестьянских.
С 1929 года — населённый пункт Московской области в составе:
- Голенищевского сельсовета Клинского района (1929—1954);
- Давыдковского сельсовета Клинского района (1954—1963, 1965—1994);
- Давыдковского сельсовета Солнечногорского укрупнённого сельского района (1963—1965);
- Давыдковского сельского округа Клинского района (1994—2006)[23][24];
- городского поселения Клин Клинского района (2006—2017)[25];
- городского округа Клин (с 2017).